# ميامي نيو تايمز
ميامي نيو تايمز (بالإنجليزية: Miami New Times)‏ هي صحيفة تصدر في ميامي وتوزع كل يوم خميس. تخدم في المقام الأول منطقة ميامي ويقع مقرها الرئيسي في مقاطعة وينوود للفنون في ميامي.

## روابط خارجية
- ميامي نيو تايمز على موقع روتن توميتوز (الإنجليزية)